# Mniadelphus tortilis
Mniadelphus tortilis là một loài Rêu trong họ Hookeriaceae. Loài này được (Dozy & Molk. ex Bosch & Sande Lac.) Müll. Hal. mô tả khoa học đầu tiên năm 1874.